# Crepidochetus forcipatus
Crepidochetus forcipatus är en tvåvingeart som beskrevs av Günther Enderlein 1922. Crepidochetus forcipatus ingår i släktet Crepidochetus och familjen skridflugor. Inga underarter finns listade i Catalogue of Life.